# Arthur Elias
Arthur José Ribas Elias (* 5. August 1981 in São Paulo) ist ein brasilianischer Fußballtrainer und seit 2023 Chefübungsleiter der brasilianischen Nationalmannschaft der Frauen.

## Karriere

### Verein
Elias begann seine Laufbahn als Trainer für eine Futsal-Jungenmannschaft an einer Schule. Zum Frauenfußball kam er 2006, als er das Training des Frauenteams der Universität von São Paulo übernahm. Drei Jahre darauf trainierte er das Frauenteam des Nacional AC für zwei Spielzeiten in der Staatsmeisterschaft von São Paulo. 2011 schloss er sich dem Trainerstab des Olympiazentrums von São Paulo mit dem Schwerpunkt auf die Förderung des Frauennachwuchses an. Er leitete das Training einer Auswahl der dort gesichteten Spielerinnen anlässlich der 2013 erstmals ausgetragenen offiziellen Frauenmeisterschaft Brasiliens bis zu deren Titelgewinn.
2015 übernahm Elias das Training der Frauen von Grêmio Osasco Audax, die im Jahr darauf eine Vereinskooperative mit dem SC Corinthians bildeten. Mit ihr gewann er den brasilianischen Pokalwettbewerb sowie 2017 seinen ersten internationalen Titel, die Copa Libertadores der Frauen. Nach der noch im selben Jahr erfolgten Auflösung der Kooperation verblieb Elias bei Corinthians, um fortan dessen neues Frauenteam aufzubauen, das unter seiner Ägide zum erfolgreichsten des brasilianischen Fußballs avancierte. Sieben Mal in Folge erreichte es die Finalspiele der nationalen Meisterschaft, von denen fünf gewonnen wurden. Hinzu kamen drei weitere Copa Libertadores. In der Spielzeit 2019 stellten die von ihm trainierten Corinthians-Frauen mit wettbewerbsübergreifend 34 Pflichtspielsiegen in Folge eine neue Weltrekordmarke im Fußballsport auf. Mit acht Jahren hält Elias die längste Amtszeit auf einem Cheftrainerposten in der über hundertjährigen Clubgeschichte von Corinthians. 

### Nationaltrainer
Am 1. September 2023 wurde Elias als neuer Übungsleiter der Frauenauswahl Brasiliens vorgestellt, als solcher er die bei der vorangegangenen Weltmeisterschaft in Australien glücklose Pia Sundhage ersetzte. Sein Vertrag ist bis in das Jahr 2027 datiert und umfasst die olympischen Sommerspiele 2024 in Paris und Weltmeisterschaft 2027. Parallel dazu trainiert er bis Jahresende 2023 weiter Corinthians. Bei der Copa América der Frauen 2025 konnte Elias mit der Auswahl den Titelgewinn von 2022 verteidigen.

## Erfolge
Nationalmannschaft
- Copa América: 2025

Centro Olímpico
- Brasilianische Meisterschaft: 2013

Audax/Corinthians
- Brasilianischer Pokal: 2016
- CONMEBOL Copa Libertadores: 2017

Corinthians
- Brasilianische Meisterschaft: 2018, 2020, 2021, 2022, 2023
- Staatsmeisterschaft von São Paulo: 2019, 2020, 2021, 2023
- CONMEBOL Copa Libertadores: 2019, 2021, 2023
- Brasilianischer Superpokal: 2022, 2023
- Staatspokal von São Paulo: 2022

## Auszeichnungen
- Prêmio Craque do Brasileirão – Bester Trainer: 2018, 2020, 2021, 2022
- Bola de Prata – Bester Trainer: 2021, 2022, 2023